# Bedhard-Rücken

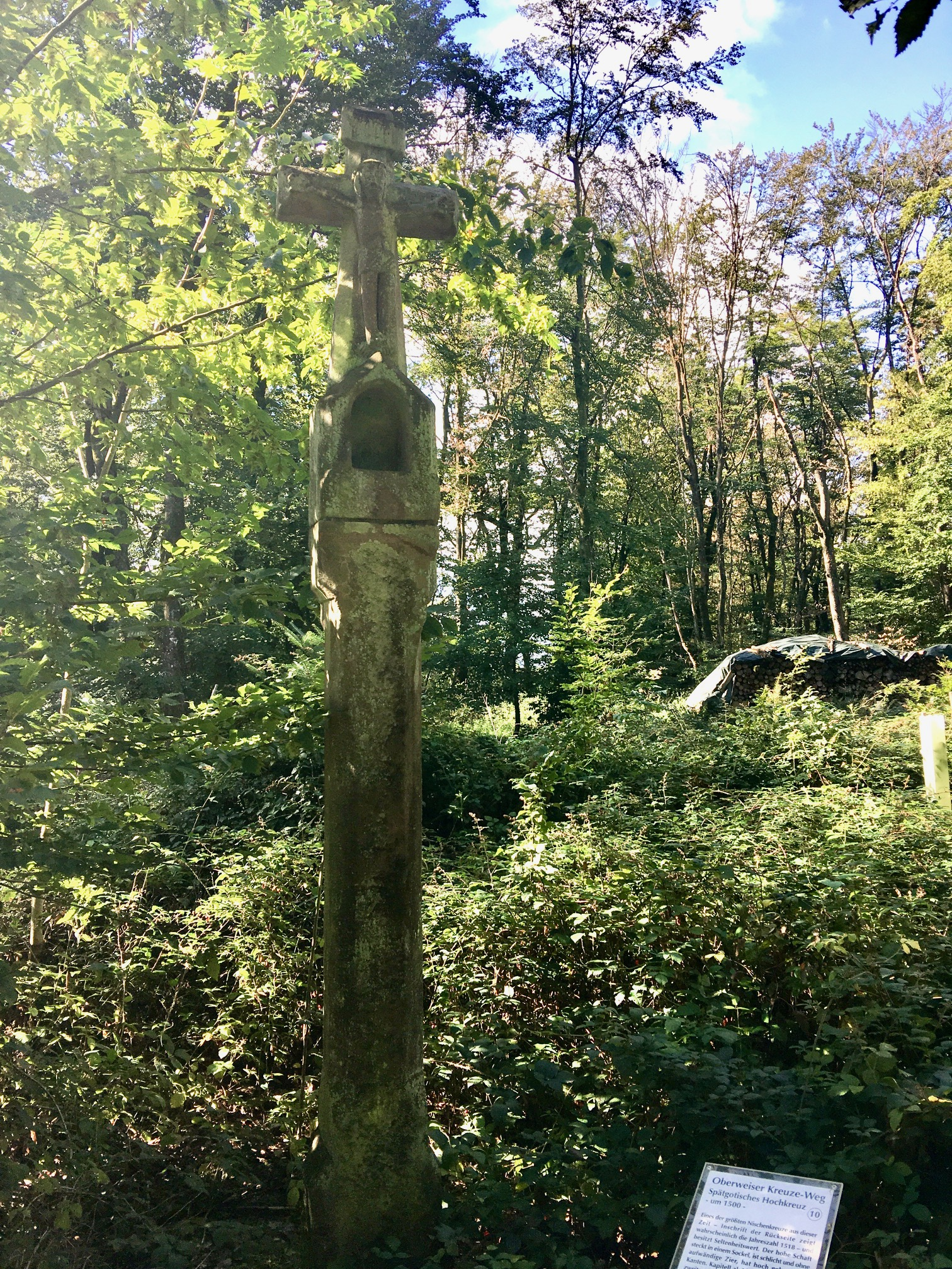
Wegekreuz auf der Gemarkung von Oberweis

Der Bedhard-Rücken ist eine naturräumliche Einheit in Rheinland-Pfalz
mit der Gliederungs-Nr. 262.00 und einer Größe von 10,1684 km².
Er erstreckt sich über Teile der Gemeinden
Rittersdorf,
Bitburg,
Brecht,
Oberweis,
Birtlingen,
Messerich,
Bettingen und
Ingendorf im Eifelkreis Bitburg-Prüm.
Die Höhenlage beträgt etwa 300 bis 340 m.
Der in Nord-Süd-Richtung verlaufende Rücken wird von den Tälern der Prüm im Westen und der Nims im Osten begrenzt und ist überwiegend bewaldet. 
Die Bundesstraße 50 verläuft durch das Gebiet.
An der Abzweigung zur Kreisstraße 67 befindet sich der sog. Befreiungsstein von 1930.